# Scomberomorus guttatus
Scomberomorus guttatus är en fiskart som först beskrevs av Bloch och Schneider, 1801.  Scomberomorus guttatus ingår i släktet Scomberomorus och familjen makrillfiskar. IUCN kategoriserar arten globalt som otillräckligt studerad. Inga underarter finns listade i Catalogue of Life.